# Ankazobe
Ankazobe é uma cidade de Madagascar, localizada na região de Analamanga. Sua população, segundo o censo de 2005, era de 14 356 habitantes. É a capital administrativa do distrito de Ankazobe.